# Antonio F. Crespo
Antonio F. Crespo (* 3. Dezember 1851 in Paraná; † 7. Juli 1893 in Buenos Aires) war ein argentinischer Augenarzt und zweiter Bürgermeister von Buenos Aires.

## Leben
Antonio Crespo wuchs in Paraná in der Provinz Entre Ríos auf und studierte Medizin in Buenos Aires. Nach Abschluss seines Studiums 1875 ging er nach Europa, um dort seine Ausbildung fortzusetzen. Nach seiner Rückkehr wurde er Professor für Hygiene an seiner ehemaligen Fakultät und spezialisierte sich gleichzeitig auf Augenheilkunde. 1879 übernahm er den Vorsitz im Círculo Médico Argentino. 
1887 war er Abgeordneter für seine Heimatprovinz im Nationalkongress. Im gleichen Jahr wurde er von Präsident Miguel Juárez Celman auch zum Bürgermeister von Buenos Aires ernannt. Er übte dieses Amt vom 14. Mai 1887 bis zum 14. August 1888 aus und legte es nieder, um das Amt eines Senators im Nationalkongress auszuüben. Crespo starb fünf Jahre später, im Alter von 41 Jahren, in Buenos Aires. Ihm zu Ehren wurde der Stadtteil Villa Crespo in Buenos Aires benannt.
| Vorgänger          | Amt                                      | Nachfolger         |
| ------------------ | ---------------------------------------- | ------------------ |
| Torcuato de Alvear | Bürgermeister von Buenos Aires 1887–1888 | Guillermo Cranwell |

| Personendaten    | Personendaten                                       |
| ---------------- | --------------------------------------------------- |
| NAME             | Crespo, Antonio F.                                  |
| KURZBESCHREIBUNG | argentinischer Arzt, Bürgermeister von Buenos Aires |
| GEBURTSDATUM     | 3. Dezember 1851                                    |
| GEBURTSORT       | Paraná                                              |
| STERBEDATUM      | 7. Juli 1893                                        |
| STERBEORT        | Buenos Aires                                        |